# Dolmen de Carapito
Le dolmen de Carapito (aussi appelé Anta de Carapito I) est un dolmen situé dans la freguesia de Carapito (pt), sur le territoire de la municipalité d'Aguiar da Beira (district de Guarda, Portugal),. 
Le mot anta est l'équivalent portugais d'« ante » (pilier terminal d'un temple grec ou romain), mais il est aussi employé pour désigner les pierres d'un dolmen ou le dolmen lui-même. Environ 5 000 structures mégalithiques de ce type ont été construites au Néolithique dans l'ouest de la péninsule Ibérique par les successeurs de la culture de la céramique cardiale ou Cardial.
Il est classé monument national depuis 1974 .

## Historique
Ce monument mégalithique a été construit vers 2900 av. J.-C.. Il fait partie d'un groupe de quatre dolmens. Les premières explorations du site furent réalisées par J. Coelho, qui collecta des fragments de céramique. À cette époque, le plafond fut découvert effondré et le pilier au sud brisé et tombé, ce qui se produisit au début du XXe siècle. Le pilier sud, près de l'ouverture et le pilier nord près de la pierre maîtresse étaient également intacts, bien qu'un pilier ait été traversé dans la chambre intérieure.
En 1955, Irisalva Moita (en) visita le site et découvrit une structure en ruine, même si le plafond était resté intact. 
Des fouilles menées par Georg and Vera Leisner (en) et Leonel Ribeiro ont été entreprises en 1966. À cette époque, le pilier sud de l'entrée et les premier et deuxième piliers au nord s'étaient effondrés. Lors des fouilles, l'équipe a découvert des pierres du plafond, ainsi que deux piliers portant des gravures solaires ou serpentines. La fragmentation des piliers a été associée à des mouvements tectoniques plutôt qu'à une intervention humaine. La datation au carbone 14 des artéfacts mis au jour sur le site a été réalisée sur de la poterie grossière, des microlithes et des lames de silex, des perles de schiste et de la calaïte. À un autre niveau de la chambre, des lames et des lamelles ont été découvertes. 
Les Services archéologiques de la zone centrale de la Direção-Geral do Património Cultural (pt) sont intervenus sur le site en 1988, avec des fouilles archéologiques sous la direction de Raquel Vilaça. Cela a conduit aux travaux de consolidation du site en 1990, y compris le soutien de deux piliers en fer et en ciment, le drainage du pilier nord et la réparation des fragments qui ont été trouvés dispersés dans les environs.

## Description
Le dolmen est situé dans un paysage rural, isolé sur la marge occidentale de la Ribeira do Carapito, entouré au nord par des pins. La structure faisait partie de trois dolmens rencontrés et explorés par V. Leisner et L. Ribeiro dans la paroisse civile de Carapito en 1966. 
Carapito I est le type de dolmen mégalithique caractérisé par I. Moita comme une structure simple avec une chambre polygonale à neuf orthostates sans couloir, orientée vers le nord-ouest. Les piliers de pierre ont une hauteur d'environ 3,50 m et une largeur moyenne de 2,30 m. Le long du ravin se trouve la dalle de recouvrement de 3,50 × 3,80 m du dolmen. Au sud, se trouvent la dalle principale et quatre piliers, le premier le long de l'entrée, fracturé (mais consolidé avec du fer et du ciment). Deux des piliers étaient décorés de formes solaires et serpentines (cercles rayonnés, lignes verticales ondulées et cercles concentriques). 
Les vestiges trouvés sur le site des quatre dolmens de Carapito, principalement dans le Carapito I, sont conservés au Musée national d'Archéologie de Lisbonne.